# Ligue des champions masculine de l'EHF 2012-2013
Navigation
Ligue des champions 2011-2012 Ligue des champions 2013-2014
La saison 2012-2013 de la Ligue des champions masculine de l'EHF est la 53e édition de la compétition, anciennement Coupe d'Europe des clubs champions. Organisée par l’EHF, elle met aux prises 38 équipes européennes.
Pour la quatrième année consécutive, le Final Four a eu lieu au Lanxess Arena de Cologne et a vu le HSV Hambourg remporter son premier titre aux dépens du FC Barcelone et succède ainsi au THW Kiel,.

## Présentatio

### Formule
Quatre équipes issues de trois groupes de qualification et d'un groupe de Wild-Cards (invitations) rejoignent les 20 équipes de la phase de groupe. Les tournois de qualification ne sont plus joués sous la forme de mini-championnats comme dans les éditions précédentes mais de finale à 4. Cela permet de réduire quelque peu le nombre de matches disputés. 
Les 24 équipes sont réparties dans quatre groupes de six, où elles disputent un championnat comportant 10 journées. 
Les quatre premiers de chaque groupe sont qualifiés pour des huitièmes de finale en match aller et retour, dont les vainqueurs s’affrontent dans des quarts de finale, également en aller-retour. 
Le Final Four 2012-2013 aura lieu au Lanxess Arena de Cologne les 1er et 2 juin 2013, et ce pour la quatrième année consécutive.

### Liquidation judiciaire de l'AG Copenhague
Le 31 juillet 2012, le club d'AG Copenhague, champion du Danemark, est mis en liquidation judiciaire par les autorités danoises à la suite du retrait de son président et mécène Jesper Nielsen. Par conséquent, le club est retiré et est remplacé par le 2e du championnat du Danemark, Bjerringbro-Silkeborg,. À noter que l'AG Copenhague, fort de sa demi-finale la saison précédente, était dans le chapeau 1 pour le tirage au sort des groupes, mais ce dernier ayant eu lieu le 6 juillet, Bjerringbro-Silkeborg a pris la place de l'AG Copenhague sans que le tirage au sort ne soit ré-effectué ou que les chapeaux ne soient modifiés.
Par conséquent, la place de Bjerringbro-Silkeborg dans le tournoi Wild-Card est récupérée par le club slovène du RK Cimos Koper,.

### Participants
Un total de 37 équipes provenant de 25 fédérations membres de la Fédération européenne de handball participent à la Ligue des champions 2012‑2013.
Le coefficient EHF (établi à partie des résultats obtenus entre les saisons 2008-2009 et 2010-2011) définit le nombre de clubs qu'une fédération a droit d’envoyer. La répartition pour la saison 2012-2013 est la suivante :
| Rang    | Championnat        | Rang          | Club                   | Tour                      |
| ------- | ------------------ | ------------- | ---------------------- | ------------------------- |
| 1       | Allemagne          | 1er           | THW Kiel T             | Phase de groupes          |
| 1       | Allemagne          | 2e            | SG Flensburg-Handewitt | Phase de groupes          |
| 1       | Allemagne          | 3e            | Füchse Berlin          | Phase de groupes          |
| 1       | Allemagne          | 4e            | HSV Hambourg           | Tournoi wild-card         |
| 2       | Espagne            | 1er           | FC Barcelone           | Phase de groupes          |
| 2       | Espagne            | 2e            | BM Atlético de Madrid  | Phase de groupes          |
| 2       | Espagne            | 3e            | CB Ademar León         | Phase de groupes          |
| 3       | France             | 1er           | Montpellier AHB        | Phase de groupes          |
| 3       | France             | 2e            | Chambéry Savoie HB     | Phase de groupes          |
| 3       | France             | 3e            | Saint-Raphaël Var HB   | Tournoi wild-card         |
| 4       | Russie             | 1er           | Medvedi Tchekhov       | Phase de groupes          |
| 4       | Russie             | 2e            | Saint-Pétersbourg HC   | Phase de groupes          |
| 5       | Hongrie            | 1er           | Veszprém KSE           | Phase de groupes          |
| 5       | Hongrie            | 2e            | SC Pick Szeged         | Phase de groupes          |
| 6       | Slovénie           | 1er           | Gorenje Velenje        | Phase de groupes          |
| 6       | Slovénie           | 2e            | RK Celje               | Phase de groupes          |
| 6       | Slovénie           | 3e            | RK Cimos Koper         | Tournoi wild-card         |
| 7       | Danemark           | 1er           | AG Copenhague          | liquidation judiciaire    |
| 7       | Danemark           | 2e            | Bjerringbro-Silkeborg  | Phase de groupes          |
| 8       | Suisse             | 1er           | Kadetten Schaffhouse   | Phase de groupes          |
| 9       | Roumanie           | 1er           | HCM Constanța          | Tournois de qualification |
| 10      | Croatie            | 1er           | RK Zagreb              | Phase de groupes          |
| 11      | Portugal           | 1er           | FC Porto               | Tournois de qualification |
| 12      | Macédoine          | 1er           | Metalurg Skopje        | Tournois de qualification |
| 13      | Suède              | 1er           | IK Sävehof             | Phase de groupes          |
| 14      | Bosnie-Herzégovine | 1er           | RK Sloga Doboj         | Tournois de qualification |
| 15      | Serbie             | 1er           | Partizan Belgrade      | Tournois de qualification |
| 16      | Pologne            | 1er           | KS Kielce              | Phase de groupes          |
| 16      | Pologne            | 2e            | Wisła Płock            | Tournoi wild-card         |
| 17      | Norvège            | 1er           | Haslum HK              | Tournois de qualification |
| 18      | Autriche           | 1er           | Alpla HC Hard          | Tournois de qualification |
| 19      | Ukraine            | 1er           | HC Dinamo Poltava      | Tournois de qualification |
| 20      | Turquie            | 1er           | Beşiktaş JK            | Match de qualification    |
| 21      | Islande            | 1er           | HK Kópavogur           | Retrait volontaire        |
| 22      | Slovaquie          | 1er           | HT Tatran Prešov       | Tournois de qualification |
| 23      | Monténégro         | 1er           | RK Lovćen Cetinje      | Tournois de qualification |
| 24      | Grèce              | 1er           | AC Diomidis Argous     | Retrait volontaire        |
| 25      | Biélorussie        | 1er           | HC Dinamo Minsk        | Match de qualification    |
| 26      | Israël             | 1er           | Maccabi Rishon LeZion  | Tournois de qualification |
| 27      | Italie             | 1er           | SSV Bozen Loacker      | Tournois de qualification |
| 28 à 45 | non qualifiés      | non qualifiés | non qualifiés          | non qualifiés             |

Deux clubs qui avaient obtenu leur qualification ont décidé de renoncer à leur participation à la Ligue des champions : les Islandais du HK Kópavogur et les Grecs de l'AC Diomidis Argous.

### Calendrier
| Nom                                                                              | Tirage au sort     | Match aller                                                            | Match retour                                                                    | Nombre de participants |
| -------------------------------------------------------------------------------- | ------------------ | ---------------------------------------------------------------------- | ------------------------------------------------------------------------------- | ---------------------- |
| Phase de qualification (2012)                                                    |                    |                                                                        |                                                                                 |                        |
| Match de qualification                                                           | 3 juillet          | 8 septembre                                                            | 9 septembre                                                                     | 2                      |
| Tournoi wild-card                                                                | 3 juillet          | 8 septembre                                                            | 9 septembre                                                                     | 4                      |
| Tournois de qualification                                                        | 3 juillet          | 8 septembre                                                            | 9 septembre                                                                     | 9                      |
| Phase de groupes (2012-2013)                                                     |                    |                                                                        |                                                                                 |                        |
| Journées 1 et 7 Journées 2 et 8 Journées 3 et 10 Journées 4 et 9 Journées 5 et 6 | 6 juillet          | 26-30 septembre 3-7 octobre 10-14 octobre 17-21 octobre 14-18 novembre | 28 novembre -2 décembre 6-10 février 20-24 février 13-17 février 21-25 novembre | 24                     |
| Phase finale (2013)                                                              |                    |                                                                        |                                                                                 |                        |
| Huitièmes de finale                                                              | 26 février         | 13-17 mars                                                             | 20-24 mars                                                                      | 16                     |
| Quarts de finale                                                                 | 26 mars            | 17-21 avril                                                            | 24-28 avril                                                                     | 8                      |
| Demi-finales                                                                     | 1er juin à Cologne | 1er juin à Cologne                                                     | 1er juin à Cologne                                                              | 4                      |
| Finale                                                                           | 2 juin à Cologne   | 2 juin à Cologne                                                       | 2 juin à Cologne                                                                | 2                      |

## Phase de qualification

### Match de qualification
Le HC Dinamo Minsk et le Beşiktaş JK s'affrontent pour déterminer le participant à la phase de groupe, les 8 et 9 septembre 2012.
| Date aller       | Club        | Score   | Score   | Score   | Club            | Date retour      |
| Date aller       | Club        | Aller   | Total   | Retour  | Club            | Date retour      |
| ---------------- | ----------- | ------- | ------- | ------- | --------------- | ---------------- |
| 8 septembre 2012 | Beşiktaş JK | 22 – 30 | 46 – 61 | 31 – 24 | HC Dinamo Minsk | 9 septembre 2012 |

Le HC Dinamo Minsk est qualifié pour la phase de groupes.

### Tournoi wild-card
Le tournoi est organisé par le club français du Saint-Raphaël Var Handball. Il oppose quatre clubs européens : le Wisła Płock, deuxième du dernier championnat de Pologne, le RK Cimos Koper et le Saint-Raphaël Var Handball, troisièmes de leur championnat, et le HSV Hambourg, quatrième du dernier championnat d'Allemagne.
| \| \| Demi-finales \| Demi-finales \| \| \| Finale \| Finale \| \| \| Demi-finales \| Demi-finales \| \| \| Finale \| Finale \| \| \| \| \| \| \| \| \| \| \| 8 septembre 2012 \| 8 septembre 2012 \| \| \| 9 septembre 2012 \| 9 septembre 2012 \| \| \| 8 septembre 2012 \| 8 septembre 2012 \| \| \| 9 septembre 2012 \| 9 septembre 2012 \| \| \| HSV Hambourg \| 28 \| \| \| 9 septembre 2012 \| 9 septembre 2012 \| \| \| HSV Hambourg \| 28 \| \| \| 9 septembre 2012 \| 9 septembre 2012 \| \| \| Wisła Płock \| 26 \| \| \| 9 septembre 2012 \| 9 septembre 2012 \| \| \| Wisła Płock \| 26 \| HSV Hambourg \| 32 \| \| \| \| \| 8 septembre 2012 \| \| HSV Hambourg \| 32 \| \| \| \| \| \| Saint-Raphaël VHB \| 31 \| \| \| \| \| \| Saint-Raphaël VHB \| Saint-Raphaël VHB \| 31 \| 28 \| \| \| \| \| Saint-Raphaël VHB \| \| \| 28 \| \| \| \| \| RK Cimos Koper \| 23 \| \| \| \| \| \| \| RK Cimos Koper \| 23 \| Match pour la 3e place \| \| \| \| \| \| \| \| \| \| \| \| \| \| 9 septembre 2012 \| \| \| \| \| \| \| \| \| \| \| \| \| \| \| \| Wisła Płock \| 27 \| \| \| \| \| \| \| Wisła Płock \| 27 \| \| \| \| \| \| \| RK Cimos Koper \| 22 \| \| \| \| \| \| \| RK Cimos Koper \| 22 \| \| \| \| \| | Le HSV Hambourg est qualifié pour la phase de groupes. |                   |                        |    |                  |                  |
| | Demi-finales                                           | Demi-finales      |                        |    | Finale           | Finale           |
| | Demi-finales                                           | Demi-finales      |                        |    | Finale           | Finale           |
| |                                                        |                   |                        |    |                  |                  |
| | 8 septembre 2012                                       | 8 septembre 2012  |                        |    | 9 septembre 2012 | 9 septembre 2012 |
| | 8 septembre 2012                                       | 8 septembre 2012  |                        |    | 9 septembre 2012 | 9 septembre 2012 |
| | HSV Hambourg                                           | 28                |                        |    | 9 septembre 2012 | 9 septembre 2012 |
| | HSV Hambourg                                           | 28                |                        |    | 9 septembre 2012 | 9 septembre 2012 |
| | Wisła Płock                                            | 26                |                        |    | 9 septembre 2012 | 9 septembre 2012 |
| | Wisła Płock                                            | 26                | HSV Hambourg           | 32 |                  |                  |
| | 8 septembre 2012                                       |                   | HSV Hambourg           | 32 |                  |                  |
| |                                                        | Saint-Raphaël VHB | 31                     |    |                  |                  |
| | Saint-Raphaël VHB                                      | Saint-Raphaël VHB | 31                     | 28 |                  |                  |
| | Saint-Raphaël VHB                                      |                   |                        | 28 |                  |                  |
| | RK Cimos Koper                                         | 23                |                        |    |                  |                  |
| | RK Cimos Koper                                         | 23                | Match pour la 3e place |    |                  |                  |
| |                                                        |                   |                        |    |                  |                  |
| | 9 septembre 2012                                       |                   |                        |    |                  |                  |
| |                                                        |                   |                        |    |                  |                  |
| | Wisła Płock                                            | 27                |                        |    |                  |                  |
| | Wisła Płock                                            | 27                |                        |    |                  |                  |
| | RK Cimos Koper                                         | 22                |                        |    |                  |                  |
| | RK Cimos Koper                                         | 22                |                        |    |                  |                  |

### Tournois de qualification
Dans ce tournoi de qualifications, douze équipes championnes de leur ligue respective sont réparties en trois groupes de quatre et tentent de gagner l'une des trois places qualificatives mises en jeu. La composition des chapeaux est :
| Chapeau 1       | Chapeau 2         | Chapeau 3         | Chapeau 4         |
| --------------- | ----------------- | ----------------- | ----------------- |
| HCM Constanța   | HT Tatran Prešov  | HC Dinamo Poltava | Alpla HC Hard     |
| RK Sloga Doboj  | Haslum HK         | FC Porto          | RK Lovćen Cetinje |
| Metalurg Skopje | Partizan Belgrade | Maccabi Rishon    | SSV Bozen         |

Les trois tournois ont eu lieu les 8 et 9 septembre 2012.
Le premier tournoi est organisé par le Partizan Belgrade, en Serbie :
|  | Demi-finales      | Demi-finales      |                        |    | Finale           | Finale           |
|  | Demi-finales      | Demi-finales      |                        |    | Finale           | Finale           |
|  |                   |                   |                        |    |                  |                  |
|  | 8 septembre 2012  | 8 septembre 2012  |                        |    | 9 septembre 2012 | 9 septembre 2012 |
|  | 8 septembre 2012  | 8 septembre 2012  |                        |    | 9 septembre 2012 | 9 septembre 2012 |
|  | RK Sloga Doboj    | 25                |                        |    | 9 septembre 2012 | 9 septembre 2012 |
|  | RK Sloga Doboj    | 25                |                        |    | 9 septembre 2012 | 9 septembre 2012 |
|  | RK Lovćen Cetinje | 23                |                        |    | 9 septembre 2012 | 9 septembre 2012 |
|  | RK Lovćen Cetinje | 23                | RK Sloga Doboj         | 16 |                  |                  |
|  | 8 septembre 2012  |                   | RK Sloga Doboj         | 16 |                  |                  |
|  |                   | Partizan Belgrade | 31                     |    |                  |                  |
|  | Partizan Belgrade | Partizan Belgrade | 31                     | 27 |                  |                  |
|  | Partizan Belgrade |                   |                        | 27 |                  |                  |
|  | FC Porto          | 25                |                        |    |                  |                  |
|  | FC Porto          | 25                | Match pour la 3e place |    |                  |                  |
|  |                   |                   |                        |    |                  |                  |
|  | 9 septembre 2012  |                   |                        |    |                  |                  |
|  |                   |                   |                        |    |                  |                  |
|  | RK Lovćen Cetinje | 25                |                        |    |                  |                  |
|  | RK Lovćen Cetinje | 25                |                        |    |                  |                  |
|  | FC Porto          | 31                |                        |    |                  |                  |
|  | FC Porto          | 31                |                        |    |                  |                  |

Le Partizan Belgrade est qualifié pour la phase de groupes.
Le deuxième tournoi est organisé par le Haslum HK, en Norvège :
|  | Demi-finales      | Demi-finales     |                        |    | Finale           | Finale           |
|  | Demi-finales      | Demi-finales     |                        |    | Finale           | Finale           |
|  |                   |                  |                        |    |                  |                  |
|  | 8 septembre 2012  | 8 septembre 2012 |                        |    | 9 septembre 2012 | 9 septembre 2012 |
|  | 8 septembre 2012  | 8 septembre 2012 |                        |    | 9 septembre 2012 | 9 septembre 2012 |
|  | Metalurg Skopje   | 25               |                        |    | 9 septembre 2012 | 9 septembre 2012 |
|  | Metalurg Skopje   | 25               |                        |    | 9 septembre 2012 | 9 septembre 2012 |
|  | Alpla HC Hard     | 19               |                        |    | 9 septembre 2012 | 9 septembre 2012 |
|  | Alpla HC Hard     | 19               | Metalurg Skopje        | 30 |                  |                  |
|  | 8 septembre 2012  |                  | Metalurg Skopje        | 30 |                  |                  |
|  |                   | Haslum HK        | 20                     |    |                  |                  |
|  | Haslum HK         | Haslum HK        | 20                     | 29 |                  |                  |
|  | Haslum HK         |                  |                        | 29 |                  |                  |
|  | HC Dinamo Poltava | 28               |                        |    |                  |                  |
|  | HC Dinamo Poltava | 28               | Match pour la 3e place |    |                  |                  |
|  |                   |                  |                        |    |                  |                  |
|  | 9 septembre 2012  |                  |                        |    |                  |                  |
|  |                   |                  |                        |    |                  |                  |
|  | Alpla HC Hard     | 29               |                        |    |                  |                  |
|  | Alpla HC Hard     | 29               |                        |    |                  |                  |
|  | HC Dinamo Poltava | 23               |                        |    |                  |                  |
|  | HC Dinamo Poltava | 23               |                        |    |                  |                  |

Le Metalurg Skopje est qualifié pour la phase de groupes.
Le troisième tournoi est organisé par le HCM Constanța, en Roumanie :
|  | Demi-finales      | Demi-finales     |                        |    | Finale           | Finale           |
|  | Demi-finales      | Demi-finales     |                        |    | Finale           | Finale           |
|  |                   |                  |                        |    |                  |                  |
|  | 8 septembre 2012  | 8 septembre 2012 |                        |    | 9 septembre 2012 | 9 septembre 2012 |
|  | 8 septembre 2012  | 8 septembre 2012 |                        |    | 9 septembre 2012 | 9 septembre 2012 |
|  | HCM Constanța     | 33               |                        |    | 9 septembre 2012 | 9 septembre 2012 |
|  | HCM Constanța     | 33               |                        |    | 9 septembre 2012 | 9 septembre 2012 |
|  | SSV Bozen Loacker | 22               |                        |    | 9 septembre 2012 | 9 septembre 2012 |
|  | SSV Bozen Loacker | 22               | HCM Constanța          | 26 |                  |                  |
|  | 8 septembre 2012  |                  | HCM Constanța          | 26 |                  |                  |
|  |                   | HT Tatran Prešov | 21                     |    |                  |                  |
|  | Tatran Prešov     | HT Tatran Prešov | 21                     | 36 |                  |                  |
|  | Tatran Prešov     |                  |                        | 36 |                  |                  |
|  | Maccabi Rishon    | 20               |                        |    |                  |                  |
|  | Maccabi Rishon    | 20               | Match pour la 3e place |    |                  |                  |
|  |                   |                  |                        |    |                  |                  |
|  | 9 septembre 2012  |                  |                        |    |                  |                  |
|  |                   |                  |                        |    |                  |                  |
|  | SSV Bozen Loacker | 30               |                        |    |                  |                  |
|  | SSV Bozen Loacker | 30               |                        |    |                  |                  |
|  | Maccabi Rishon    | 33               |                        |    |                  |                  |
|  | Maccabi Rishon    | 33               |                        |    |                  |                  |

Le HCM Constanța est qualifié pour la phase de groupes.

## Phase de groupes

### Composition des chapeaux
Le tirage au sort a eu lieu le 6 juillet 2012 à Vienne, en Autriche, et a permis de constituer quatre groupes de six équipes.
| Chapeau 1       | Chapeau 2          | Chapeau 3              | Chapeau 4          | Chapeau 5            | Chapeau 6           |
| --------------- | ------------------ | ---------------------- | ------------------ | -------------------- | ------------------- |
| THW Kiel        | Medvedi Tchekhov   | SG Flensburg-Handewitt | Chambéry Savoie HB | Saint-Pétersbourg HC | Partizan Belgrade Q |
| FC Barcelone    | Veszprém KSE       | BM Atlético de Madrid  | IK Sävehof         | SC Pick Szeged       | Metalurg Skopje Q   |
| Montpellier AHB | RK Zagreb          | KS Kielce              | Füchse Berlin      | RK Celje             | HCM Constanța Q     |
| AG Copenhague ¹ | RK Gorenje Velenje | Kadetten Schaffhouse   | CB Ademar León     | HC Dinamo Minsk Q    | HSV Hambourg WC     |

¹ Note : le 2 août, le Bjerringbro-Silkeborg remplace l'AG Copenhague à la suite de la liquidation judiciaire de celui-ci,.
WC : Vainqueur du tournoi de Wild Card
Q : Vainqueur d'un des tournois de qualification

### Légende
| Légende pour le classement - Qualifié pour les huitièmes de finale - Éliminé de la compétition | Légende pour les scores - Équipe à domicile victorieuse - Match nul - Équipe à l'extérieur victorieuse |

### Groupe A
|   | Équipe                 | Pts | J  | G | N | P | Bp  | Bc  | Diff |  | Résultats (dom.\ext.)  |       |       |       |       |       |       |
| - | ---------------------- | --- | -- | - | - | - | --- | --- | ---- |  | ---------------------- | ----- | ----- | ----- | ----- | ----- | ----- |
| 1 | HSV Hambourg           | 16  | 10 | 7 | 2 | 1 | 313 | 272 | 41   |  | HSV Hambourg           |       | 31-28 | 27-27 | 32-26 | 35-33 | 30-24 |
| 2 | SG Flensburg-Handewitt | 15  | 10 | 6 | 3 | 1 | 310 | 279 | 31   |  | SG Flensburg-Handewitt | 29-26 |       | 36-26 | 27-22 | 37-37 | 31-23 |
| 3 | Medvedi Tchekhov       | 14  | 10 | 5 | 4 | 1 | 310 | 282 | 28   |  | Medvedi Tchekhov       | 29-29 | 29-29 |       | 36-22 | 35-29 | 38-31 |
| 4 | CB Ademar León         | 7   | 10 | 3 | 1 | 6 | 265 | 292 | -27  |  | CB Ademar León         | 26-28 | 29-29 | 22-29 |       | 30-28 | 28-23 |
| 5 | Montpellier AHB        | 6   | 10 | 2 | 2 | 6 | 301 | 311 | -10  |  | Montpellier AHB        | 29-33 | 25-27 | 30-30 | 27-29 |       | 31-26 |
| 6 | Partizan Belgrade      | 2   | 10 | 1 | 0 | 9 | 268 | 331 | -63  |  | Partizan Belgrade      | 21-42 | 31-37 | 27-31 | 33-31 | 29-32 |       |

### Groupe B
|   | Équipe                | Pts | J  | G | N | P | Bp  | Bc  | Diff |  | Résultats (dom.\ext.) |       |       |       |       |       |       |
| - | --------------------- | --- | -- | - | - | - | --- | --- | ---- |  | --------------------- | ----- | ----- | ----- | ----- | ----- | ----- |
| 1 | Veszprém KSE          | 18  | 10 | 9 | 0 | 1 | 295 | 242 | 53   |  | Veszprém KSE          |       | 31-30 | 26-19 | 32-22 | 31-21 | 34-24 |
| 2 | THW Kiel              | 16  | 10 | 8 | 0 | 2 | 329 | 265 | 64   |  | THW Kiel              | 32-21 |       | 31-27 | 30-26 | 35-14 | 43-34 |
| 3 | BM Atlético de Madrid | 10  | 10 | 5 | 0 | 5 | 268 | 269 | -1   |  | BM Atlético de Madrid | 26-27 | 27-32 |       | 26-24 | 25-24 | 32-25 |
| 4 | RK Celje              | 8   | 10 | 4 | 0 | 6 | 245 | 258 | -13  |  | RK Celje              | 19-24 | 31-28 | 22-28 |       | 24-19 | 31-25 |
| 5 | HCM Constanța         | 4   | 10 | 2 | 0 | 8 | 234 | 283 | -49  |  | HCM Constanța         | 27-37 | 25-28 | 23-28 | 22-17 |       | 28-23 |
| 6 | IK Sävehof            | 4   | 10 | 2 | 0 | 8 | 276 | 330 | -54  |  | IK Sävehof            | 22-32 | 29-40 | 35-30 | 24-29 | 35-31 |       |

### Groupe C
|   | Équipe                | Pts | J  | G  | N | P | Bp  | Bc  | Diff |  | Résultats (dom.\ext.) |       |       |       |       |       |       |
| - | --------------------- | --- | -- | -- | - | - | --- | --- | ---- |  | --------------------- | ----- | ----- | ----- | ----- | ----- | ----- |
| 1 | KS Kielce             | 20  | 10 | 10 | 0 | 0 | 305 | 249 | 56   |  | KS Kielce             |       | 21-20 | 30-24 | 35-26 | 36-32 | 30-29 |
| 2 | Metalurg Skopje       | 14  | 10 | 7  | 0 | 3 | 271 | 215 | 56   |  | Metalurg Skopje       | 21-23 |       | 30-23 | 32-18 | 26-21 | 32-19 |
| 3 | RK Gorenje Velenje    | 12  | 10 | 6  | 0 | 4 | 281 | 250 | 31   |  | RK Gorenje Velenje    | 25-29 | 23-19 |       | 31-23 | 31-25 | 35-22 |
| 4 | Bjerringbro-Silkeborg | 8   | 10 | 4  | 0 | 6 | 259 | 281 | -22  |  | Bjerringbro-Silkeborg | 25-34 | 23-26 | 27-26 |       | 25-23 | 31-22 |
| 5 | Chambéry Savoie HB    | 4   | 10 | 2  | 0 | 8 | 266 | 294 | -28  |  | Chambéry Savoie HB    | 26-36 | 30-33 | 20-31 | 29-26 |       | 33-19 |
| 6 | Saint-Pétersbourg HC  | 2   | 10 | 1  | 0 | 9 | 225 | 318 | -93  |  | Saint-Pétersbourg HC  | 21-31 | 14-32 | 25-32 | 23-35 | 31-27 |       |

### Groupe D
|   | Équipe               | Pts | J  | G | N | P | Bp  | Bc  | Diff |  | Résultats (dom.\ext.) |       |       |       |       |       |       |
| - | -------------------- | --- | -- | - | - | - | --- | --- | ---- |  | --------------------- | ----- | ----- | ----- | ----- | ----- | ----- |
| 1 | FC Barcelone         | 18  | 10 | 9 | 0 | 1 | 321 | 252 | 69   |  | FC Barcelone          |       | 34-23 | 25-24 | 33-24 | 35-25 | 36-25 |
| 2 | Füchse Berlin        | 16  | 10 | 8 | 0 | 2 | 290 | 279 | 11   |  | Füchse Berlin         | 31-30 |       | 29-25 | 29-24 | 29-27 | 31-27 |
| 3 | HC Dinamo Minsk      | 11  | 10 | 5 | 1 | 4 | 276 | 259 | 17   |  | HC Dinamo Minsk       | 28-30 | 31-24 |       | 29-24 | 27-27 | 33-23 |
| 4 | SC Pick Szeged       | 6   | 10 | 3 | 0 | 7 | 260 | 293 | -33  |  | SC Pick Szeged        | 28-33 | 22-29 | 26-21 |       | 26-24 | 30-29 |
| 5 | RK Zagreb            | 5   | 10 | 2 | 1 | 7 | 266 | 284 | -18  |  | RK Zagreb             | 21-32 | 24-25 | 23-25 | 30-27 |       | 38-30 |
| 6 | Kadetten Schaffhouse | 4   | 10 | 2 | 0 | 8 | 284 | 330 | -46  |  | Kadetten Schaffhouse  | 23-33 | 35-40 | 28-33 | 36-29 | 28-27 |       |

## Phase finale
| \| Bjerringbro-Silkeborg Szeged León Tchekhov Velenje Madrid Minsk Skopje Berlin Flensburg Kielce Veszprém Kiel Hambourg Barcelone Celje \| Localisation des équipes en phase finale. |
| Bjerringbro-Silkeborg Szeged León Tchekhov Velenje Madrid Minsk Skopje Berlin Flensburg Kielce Veszprém Kiel Hambourg Barcelone Celje                                                 |

### Qualification et tirage au sort
Les quatre premiers, les quatre deuxièmes, les quatre troisièmes ainsi que les quatre quatrièmes de chaque groupe participent à la phase finale, qui débute par les huitièmes de finale.
Les équipes se trouvant dans le Chapeau 1 tomberont face aux équipes du Chapeau 4 et les équipes se trouvant dans le Chapeau 2 tomberont face aux équipes du Chapeau 3.
À noter que les équipes se trouvant dans les Chapeau 1 et 2 reçoivent pour le match aller.

### Huitièmes de finale
Les chapeaux sont réalisés simplement en prenant le classement des seize équipes dans leur groupe respectif.
| Chapeau 1    | Chapeau 2              | Chapeau 3             | Chapeau 4             |
| ------------ | ---------------------- | --------------------- | --------------------- |
| HSV Hambourg | SG Flensburg-Handewitt | Medvedi Tchekhov      | CB Ademar León        |
| Veszprém KSE | THW Kiel               | BM Atlético de Madrid | RK Celje              |
| KS Kielce    | Metalurg Skopje        | RK Gorenje Velenje    | Bjerringbro-Silkeborg |
| FC Barcelone | Füchse Berlin          | HC Dinamo Minsk       | SC Pick Szeged        |

Le tirage au sort des huitièmes de finale a eu lieu le mardi 26 février 2013.
La première manche se déroule du 13 au 17 mars, la seconde du 21 au 24 mars. Les équipes de gauche dans ce tableau jouent leur match aller à domicile, et donc celles de droite le retour chez elles.
|           | Équipe 1              | Équipe 2               | Aller        | Retour       | Total           |
| --------- | --------------------- | ---------------------- | ------------ | ------------ | --------------- |
| Tableau A | Bjerringbro-Silkeborg | FC Barcelone           | 17 mars 2013 | 24 mars 2013 | Rapport 50 – 58 |
| Tableau A | Bjerringbro-Silkeborg | FC Barcelone           | 26 – 32      | 24 – 26      | Rapport 50 – 58 |
| Tableau A | CB Ademar León        | Veszprém KSE           | 17 mars 2013 | 23 mars 2013 | Rapport 45 – 56 |
| Tableau A | CB Ademar León        | Veszprém KSE           | 20 – 23      | 25 – 33      | Rapport 45 – 56 |
| Tableau A | SC Pick Szeged        | KS Kielce              | 17 mars 2013 | 24 mars 2013 | Rapport 53 – 57 |
| Tableau A | SC Pick Szeged        | KS Kielce              | 26 – 25      | 27 – 32      | Rapport 53 – 57 |
| Tableau A | RK Celje              | HSV Hambourg           | 16 mars 2013 | 21 mars 2013 | Rapport 60 – 66 |
| Tableau A | RK Celje              | HSV Hambourg           | 29 – 38      | 31 – 28      | Rapport 60 – 66 |
| Tableau B | Medvedi Tchekhov      | THW Kiel               | 14 mars 2013 | 24 mars 2013 | Rapport 63 – 65 |
| Tableau B | Medvedi Tchekhov      | THW Kiel               | 37 – 35      | 26 – 30      | Rapport 63 – 65 |
| Tableau B | HC Dinamo Minsk       | Metalurg Skopje        | 14 mars 2013 | 23 mars 2013 | Rapport 45 – 50 |
| Tableau B | HC Dinamo Minsk       | Metalurg Skopje        | 23 – 26      | 22 – 24      | Rapport 45 – 50 |
| Tableau B | Atlético Madrid       | Füchse Berlin          | 17 mars 2013 | 24 mars 2013 | Rapport 56 – 55 |
| Tableau B | Atlético Madrid       | Füchse Berlin          | 29 – 29      | 27 – 26      | Rapport 56 – 55 |
| Tableau B | RK Gorenje Velenje    | SG Flensburg-Handewitt | 17 mars 2013 | 23 mars 2013 | Rapport 50 – 55 |
| Tableau B | RK Gorenje Velenje    | SG Flensburg-Handewitt | 25 – 28      | 25 – 27      | Rapport 50 – 55 |

### Quarts de finale
Le tirage au sort des quarts de finale a eu lieu le 26 mars 2013 à Vienne.
| Tableau A    | Tableau B              |
| ------------ | ---------------------- |
| FC Barcelone | THW Kiel               |
| Veszprém KSE | Metalurg Skopje        |
| KS Kielce    | BM Atlético de Madrid  |
| HSV Hambourg | SG Flensburg-Handewitt |

La première manche se déroule les 20 et 21 avril, la seconde du 27 et 28 avril. Les équipes de gauche dans ce tableau jouent leur match aller à domicile, et donc celles de droite le retour chez elles.
| Équipe 1               | Équipe 2     | Aller         | Retour        | Total           |
| ---------------------- | ------------ | ------------- | ------------- | --------------- |
| BM Atlético de Madrid  | FC Barcelone | 20 avril 2013 | 27 avril 2013 | Rapport 49 – 52 |
| BM Atlético de Madrid  | FC Barcelone | 25 – 20       | 24 – 32       | Rapport 49 – 52 |
| Metalurg Skopje        | KS Kielce    | 21 avril 2013 | 28 avril 2013 | Rapport 40 – 53 |
| Metalurg Skopje        | KS Kielce    | 25 – 27       | 15 – 26       | Rapport 40 – 53 |
| THW Kiel               | Veszprém KSE | 21 avril 2013 | 27 avril 2013 | Rapport 61 – 59 |
| THW Kiel               | Veszprém KSE | 32 – 31       | 29 – 28       | Rapport 61 – 59 |
| SG Flensburg-Handewitt | HSV Hambourg | 21 avril 2013 | 28 avril 2013 | Rapport 51 – 55 |
| SG Flensburg-Handewitt | HSV Hambourg | 26 – 32       | 25 – 23       | Rapport 51 – 55 |

### Final Four
Le Final Four a lieu à la Lanxess Arena de Cologne en Allemagne les 1er et 2 juin 2013. À l'issue des deux demi-finales, un match pour la troisième place oppose les deux perdants et les vainqueurs s'affrontent en finale pour succéder au THW Kiel, vainqueur de la compétition la saison précédente.
|  | Demi-finales                  | Demi-finales                  |                        |    | Finale                     | Finale                     |
|  | Demi-finales                  | Demi-finales                  |                        |    | Finale                     | Finale                     |
|  |                               |                               |                        |    |                            |                            |
|  | Samedi 1er juin 2013, 15 h 15 | Samedi 1er juin 2013, 15 h 15 |                        |    | Dimanche 2 juin 2013, 18 h | Dimanche 2 juin 2013, 18 h |
|  | Samedi 1er juin 2013, 15 h 15 | Samedi 1er juin 2013, 15 h 15 |                        |    | Dimanche 2 juin 2013, 18 h | Dimanche 2 juin 2013, 18 h |
|  | KS Kielce                     | 23                            |                        |    | Dimanche 2 juin 2013, 18 h | Dimanche 2 juin 2013, 18 h |
|  | KS Kielce                     | 23                            |                        |    | Dimanche 2 juin 2013, 18 h | Dimanche 2 juin 2013, 18 h |
|  | FC Barcelone                  | 28                            |                        |    | Dimanche 2 juin 2013, 18 h | Dimanche 2 juin 2013, 18 h |
|  | FC Barcelone                  | 28                            | FC Barcelone           | 29 |                            |                            |
|  | Samedi 1er juin 2013, 18 h    |                               | FC Barcelone           | 29 |                            |                            |
|  |                               | HSV Hambourg                  | 30ap                   |    |                            |                            |
|  | THW Kiel T                    | HSV Hambourg                  | 30ap                   | 33 |                            |                            |
|  | THW Kiel T                    |                               |                        | 33 |                            |                            |
|  | HSV Hambourg                  | 39                            |                        |    |                            |                            |
|  | HSV Hambourg                  | 39                            | Match pour la 3e place |    |                            |                            |
|  |                               |                               |                        |    |                            |                            |
|  | Dimanche 2 juin 2013, 15 h 15 |                               |                        |    |                            |                            |
|  |                               |                               |                        |    |                            |                            |
|  | KS Kielce                     | 31                            |                        |    |                            |                            |
|  | KS Kielce                     | 31                            |                        |    |                            |                            |
|  | THW Kiel                      | 30                            |                        |    |                            |                            |
|  | THW Kiel                      | 30                            |                        |    |                            |                            |

#### Demi-finales
| 1er juin 2013 15 h 15 | KS Kielce       | 23 – 28   | FC Barcelone      | Lanxess Arena, Cologne Affluence : 20 000 Arbitrage : Leifsson, Pálsson |
| 1er juin 2013 15 h 15 | Manuel Štrlek 4 | (10 – 13) | Siarhei Rutenka 8 | Lanxess Arena, Cologne Affluence : 20 000 Arbitrage : Leifsson, Pálsson |
| 1er juin 2013 15 h 15 | ×3              | Rapport   | ×3 ×1             | Lanxess Arena, Cologne Affluence : 20 000 Arbitrage : Leifsson, Pálsson |

| KS Kielce : Szmal, Losert – Grabarczyk, Jurecki (2), Tkaczyk , Ólafsson (1), Bielecki, Jachlewski (2), Štrlek (4), Stojković (3), Lijewski (1), Buntić (2), Musa (2), Zorman (2), Rosiński (2), Čupić (2). | FC Barcelone : Sterbik, Šarić – Nøddesbo (3), García (5), Tomás (4), Entrerríos (3), Sorhaindo (1), Sarmiento, Montoro, Gurbindo (3), Jernemyr, Aguirrezabalaga, Rutenka (8), Straňovský (1), Rocas, Morros . |

| 1er juin 2013 18 h 00 | THW Kiel       | 33 – 39   | HSV Hambourg       | Lanxess Arena, Cologne Affluence : 20 000 Arbitrage : Dentz, Reibel |
| 1er juin 2013 18 h 00 | Marko Vujin 10 | (16 – 19) | Domagoj Duvnjak 11 | Lanxess Arena, Cologne Affluence : 20 000 Arbitrage : Dentz, Reibel |
| 1er juin 2013 18 h 00 | ×3 ×5          | Rapport   | ×3 ×4              | Lanxess Arena, Cologne Affluence : 20 000 Arbitrage : Dentz, Reibel |

| THW Kiel : Omeyer, Palicka – Toft Hansen, Sigurðsson (3), Sprenger (2), Ahlm (4), Wiencek, Ekberg (2), Pálmarsson (1), Narcisse (4), Ilić (1), Klein, Jícha (6), Vujin (10). | HSV Hamburg : Bitter, Herrmann – Kraus, Schröder, Duvnjak (11), Jansen (2), Lacković (1), Flohr , Vori (5), Lindberg (7), Terzić, Nilsson, Lijewski (5), Hens (8), Petersen. |

#### Match pour la3eplace
| 2 juin 2013 15 h 15 | KS Kielce          | 31 – 30   | THW Kiel                  | Lanxess Arena, Cologne Affluence : 19 250 Arbitrage : Caçador, Nicolau |
| 2 juin 2013 15 h 15 | Rastko Stojković 8 | (19 – 12) | Momir Ilić, Filip Jícha 6 | Lanxess Arena, Cologne Affluence : 19 250 Arbitrage : Caçador, Nicolau |
| 2 juin 2013 15 h 15 | ×2 ×4 ×1           | Rapport   | ×2                        | Lanxess Arena, Cologne Affluence : 19 250 Arbitrage : Caçador, Nicolau |

| KS Kielce : Szmal, Losert – Grabarczyk , Jurecki (3), Tkaczyk (2), Ólafsson, Bielecki (4), Jachlewski, Štrlek (5), Stojković (8), Lijewski (1), Buntić , Musa, Zorman, Rosiński (1), Čupić (7). | THW Kiel : Omeyer, Palicka – Toft Hansen (4), Sigurðsson (4), Sprenger (3), Ahlm, Wiencek, Ekberg, Pálmarsson, Narcisse (3), Ilić (6), Klein (1), Jícha . |

#### Finale
| 2 juin 2013 18 h 00 | FC Barcelone      | 29 – 30 (ap)      | HSV Hambourg      | Lanxess Arena, Cologne Affluence : 19 250 Arbitrage : Abrahamsen, Kristiansen |
| 2 juin 2013 18 h 00 | Siarhei Rutenka 8 | (11 – 9, 25 – 25) | Kraus, Lindberg 6 | Lanxess Arena, Cologne Affluence : 19 250 Arbitrage : Abrahamsen, Kristiansen |
| 2 juin 2013 18 h 00 | Prol. : 4 – 5     |                   |                   | Lanxess Arena, Cologne Affluence : 19 250 Arbitrage : Abrahamsen, Kristiansen |
| 2 juin 2013 18 h 00 | ×3 ×4             | Rapport           | ×2 ×4             | Lanxess Arena, Cologne Affluence : 19 250 Arbitrage : Abrahamsen, Kristiansen |

| FC Barcelone : Sterbik, Šarić - Nøddesbo (3), García (3), Tomás (7), Entrerríos, Sorhaindo (1), Sarmiento (2), Montoro (1), Gurbindo (3), Jernemyr , Aguirrezabalaga, Rutenka (8), Straňovský (1), Rocas, Morros. | HSV Hambourg : Bitter, Herrmann - Kraus (6), Schröder, Duvnjak (4), Jansen (2), Lacković (2), Flohr , Vori (2), Lindberg (6), Terzić, Nilsson, Lijewski (3), Hens , Petersen (5). |

L'évolution du score est : 2-1 (5e), 3-2 (10e), 6-5 (15e), 7-6 (20e), 9-8 (25e), 11-9 (mi-temps) ; 13-10 (35e), 15-14 (40e), 17-18 (45e), 19-20 (50e), 21-24 (55e), 25-25 (fin du temps réglementaire) ; 26-28 (65e), 29-30 (fin du match).

## Les champions d'Europe
| Champion d'Europe - Ligue des champions 2012-2013 HSV Hambourg 1er titre |

L'effectif du HSV Hambourg, champion d'Europe, était :

## Statistiques et récompenses

### Équipe-type
| Stanić Eggert Aguinagalde Čupić Jícha Narcisse Nagy Meilleur défenseur : Schuch Meilleur buteur : Lindberg , 101 buts    |
| Équipe-type de la Ligue des champions 2012-2013                                                                          |
| Stanić · Eggert Aguinagalde · Čupić Jícha Narcisse Nagy Meilleur défenseur : Schuch Meilleur buteur : Lindberg, 101 buts |

L'équipe-type de la saison a été désignée par 20 000 internautes à partir d'une sélection de 32 joueurs (3 par poste) :
| Poste          | Joueur            | Club                   | %    |
| -------------- | ----------------- | ---------------------- | ---- |
| Gardien        | Darko Stanić      | Metalurg Skopje        | 38 % |
| Ailier gauche  | Anders Eggert     | SG Flensburg-Handewitt | 39 % |
| Arrière gauche | Filip Jícha       | THW Kiel               | 33 % |
| Demi centre    | Daniel Narcisse   | THW Kiel               | 35 % |
| Pivot          | Julen Aguinagalde | BM Atlético de Madrid  | 32 % |
| Arrière droit  | László Nagy       | Veszprém KSE           | 42 % |
| Ailier droit   | Ivan Čupić        | KS Kielce              | 42 % |
| Défenseur      | Timuzsin Schuch   | Veszprém KSE           | 34 % |

Les 32 joueurs nommés étaient :
- Ailier gauche
  - Jonas Källman, Atlético de Madrid
  - Guðjón Valur Sigurðsson, THW Kiel
  - Timour Dibirov, Medvedi Tchekhov
- Arrière gauche
  - Siarhei Rutenka, FC Barcelone
  - Borut Mačkovšek, RK Celje
  - Michał Jurecki, KS Kielce
- Pivot
  - Igor Vori, HSV Hambourg
  - Marcus Ahlm, THW Kiel
  - Matej Gaber, Gorenje Velenje
- Demi-centre
  - Thomas Mogensen, Flensburg-H.
  - Marko Bezjak, Gorenje Velenje
  - Daniel Sarmiento, FC Barcelone
- Arrière droit
  - Kiril Lazarov, Atlético de Madrid
  - Jure Dolenec, Gorenje Velenje
  - Steffen Weinhold, Flensburg-H.
- Ailier droit
  - Hans Lindberg, HSV Hambourg
  - Gašper Marguč, RK Celje
  - Christian Sprenger, THW Kiel
- Gardien de but
  - Thierry Omeyer, THW Kiel
  - Mattias Andersson, Flensburg-H.
  - Silvio Heinevetter, Füchse Berlin
- Défenseur
  - Tobias Karlsson, Flensburg-H.
  - Viran Morros, FC Barcelone
  - Joan Cañellas, Atlético de Madrid

### Statistiques
Les meilleurs buteurs, hors tours de qualification, sont
| Rang | Joueur           | Club                   | Buts |
| ---- | ---------------- | ---------------------- | ---- |
| 1    | Hans Lindberg    | HSV Hambourg           | 101  |
| 2    | Siarhei Rutenka  | FC Barcelone           | 95   |
| 3    | Anders Eggert    | SG Flensburg-Handewitt | 79   |
| 4    | Michał Jurecki   | KS Kielce              | 77   |
| 4    | László Nagy      | Veszprém KSE           | 77   |
| 4    | Naumče Mojsovski | Metalurg Skopje        | 77   |
| 7    | Marko Vujin      | THW Kiel               | 76   |
| 8    | Domagoj Duvnjak  | HSV Hambourg           | 73   |
| 8    | Holger Glandorf  | SG Flensburg-Handewitt | 73   |
| 10   | Gašper Marguč    | RK Celje               | 72   |